# 勞工陣線
勞工陣線（英語：Labour Front），是新加坡歷史上一個存在於1954年至1960年的政黨，1955年至1958年間曾經是新加坡的執政黨，當時新加坡仍然是一個取得有限度自治的英國皇家殖民地。
勞工陣線在1954年由大律師大衞·馬紹爾（後來成為首任新加坡首席部長）和工運領袖林有福（後來成為第二任首席部長）等成立，以部署《林德憲法》在1955年生效後舉行的首次新加坡立法議會選舉。屬於中間偏左的勞工陣線隨後於該次立法議會選舉中勝出，奪得25個民選議席的其中10席，成功籌組聯合政府上台執政，並由馬紹爾出任首任首席部長。
在1956年，由馬紹爾率領的新加坡跨黨派代表團在倫敦與英政府就新加坡落實全面自治而進行的談判宣告破裂，馬紹爾返回新加坡後決定引咎辭任首席部長，未幾在翌年脫離勞工陣線，自組新加坡工人黨，至於首席部長一職則由林有福接替。馬紹爾在談判中未能與英方達成自治協議，很大程度上是因為英方質疑他管治新加坡的能力，以及他未能有效打擊境內的共產主義勢力。
林有福接任首席部長後，即採取與馬紹爾截然不同的態度，以強硬手段打壓境內左派活動，還兩度大規模鎮壓華校左派師生，從而贏取英方信任，促成他與英方在1957年4月達成新加坡全面自治的憲制協議。可是，他對華校左派師生的強硬態度，卻使他失去佔大多數的華裔選民支持，再加上當時共黨地下活動活躍，治安不靖，暴力事件時有發生，再加上受到經濟不景、人民生活水平低下和政府內部爆出貪污醜聞影響，使林有福政府的支持度雪上加霜。相反，在野的人民行動黨步步進逼，多番抨擊政府施政，從而深得民眾支持。
在1958年，林有福決定重整勢力，率領勞工陣線大部份黨友與自由社會主義黨（於1956年由新加坡進步黨和民主黨合組成而）合組新加坡人民联盟，試圖為1959年新加坡自治邦成立後首次舉行的立法議會選舉作好準備。根據1957年新加坡與英方達成的憲制協議，新加坡在1959年成立自治邦以落實全面自治，而首席部長一職由新加坡總理取代。然而，在1959年舉行的立法議會選舉當中，新加坡人民聯盟在林有福帶領下慘敗，立法議會內全數51個由普選產生的議席當中，43席由人民行動黨勝出；新加坡人民聯盟派出的34名候選人當中，儘管大部份都是勞工陣線的前黨員，但最終只有四人當選，林有福雖然保住議席，但未能過渡成為首任新加坡總理。此後，新加坡人民聯盟的形勢江河日下，在1963年舉行的另一次立法議會選舉中，更以全軍盡墨收場。新加坡在1965年從馬來西亞獨立後，新加坡人民聯盟終告解散。
林有福在1958年帶領大批支持者脫離勞工陣線後，勞工陣線餘下的少數黨員也參與了1959年的立法議會選舉，但得票甚低，一席也沒有勝出，大勢已去的勞工陣線最終在1960年解散。